# Lenka Civade
Lenka Civade, též Lenka Horňákova-Civade, rodným jménem Lenka Horňáková (* 1971, Prostějov) je česká spisovatelka, novinářka a malířka, žijící od roku 1998 trvale ve francouzské Provence.

## Život
Narodila se v roce 1971 v Prostějově, kde studovala na gymnáziu, poté vystudovala Vysokou školu ekonomickou a několik semestrů na FFUK v Praze. V době studia pracovala jako brigádnice v Belgii, kde se zdokonlovala ve francouzštině a kde též poznala svého budoucího muže, divadelníka Jeana-Louise Civade. Odjela s ním do Paříže, kde po promoci studovala ještě další rok ekonomii v rámci programu Copernic (roč. 94/95). Začala zde také navštěvovat soukromé hodiny kresby a malby a též hodiny anatomie a ateliér s modelem na pařížské École des beaux-arts. Po sňatku s Jeanem-Louisem se stal jejím příbuzným jeho strýc, malíř Roger Civade, který ji podporoval v její celoživotní zálibě v kreslení a malování a stal se jejím učitelem a průvodcem ve světě umění.
V roce 1998 se s manželem přestěhovala do jeho rodné Provence, kde vlastními silami spolu s místními řemeslníky zrekonstruovali v letech 1999–2003 zříceninu zámku St. Quentin ve vesnici Saignon. Jejich záměrem bylo pořádat zde divadelní a taneční workshopy, setkání umělců apod. Kvůli nepochopení místních úředníků pro tuto činnost provozovali s manželem v opravených prostorách penzion (Chambre d'hotes de charme) a umělci za nimi jezdili pouze soukromě. Pak zámeček prodali a přestěhovali se i se svými dvěma dětmi blíž k Avignonu. Od roku 2004 spolupracovala s taneční školou Choréart v Bonnieux a po obdržení diplomu z výtvarného umění na Sorbonně v roce 2009 začala spolupracovat s konzervatoří a baletním souborem Opery v Avignonu. Kromě akvarelů a pastelů provensálské krajiny se námětem jejího výtvarného projevu stala práce s živým modelem a zachycení pohybu při tanci. Uspořádala řadu výstav v České republice i ve Francii (Prostějov, Praha, Plumlov, Bonnieux, Lysice, Toulouse, Slavonice, Paříž, Avignon, Klenová, Písek, Olomouc atd.). Její díla jsou zastoupena v soukromých sbírkách v Austrálii, USA, Německu, Velké Británii, Belgii, Francii a České republice. Píše též fejetony a glosy pro Český rozhlas a příležitostně publikuje články v dvouměsíčníku Ateliér.
V roce 2010 vydala v nakladatelství Lidové noviny svúj první román Provence jako sen, ve kterém zachytila nelehké období rekonstrukce zámečku St. Quentin. O rok později ve stejném nakladatelství vydala knihu Lanýže a v roce 2013 knihu korespondence s přítelkyní, francouzskou spisovatelkou Anne Delaflotte Mehdevi žijící více než 17 let v Praze, pod názvem Prioritaire/Priority Praha – Paříž. V roce 2014 ji vydalo ve francouzštině nakladatelství Non Lieu pod názvem Entre Seine et Vltava. V roce 2015 následovala kniha Pohlednice z kavárny v nakladatelství Lidové noviny a v roce 2016 vydalo nakladatelství Alma Editeur její román ve francouzštině Giboulées de soleil (Sluneční přeháňky).
Žije s manželem a dvěma dětmi ve francouzské obci Saint-Saturnin-lès-Apt v regionu Provence-Alpes-Côte d'Azur.

## Dílo

## Výstavy (výběr)
- 2007 Národní dům Prostějov
- 2008 Novoměstská radnice, Praha
- 2008 Dům knihy a kultury, Bonnieux, Francie
- 2009 Muzeum města Slavonice
- 2010 Zámek Prostějov
- 2011 Konzervatoř múzických umění, Avignon, Francie
- 2012 Danse ta vie, Opera Avignon, Francie
- 2012 Danse ta vie, Muzeum Prostějov
- 2013 V krajinách Provence, Prácheňské muzeum, Písek
- 2015 Vůně Provence, Galerie Velká Bystřice